# Fernandezia tica
Fernandezia tica är en orkidéart som beskrevs av Mora-ret. och García Castro. Fernandezia tica ingår i släktet Fernandezia och familjen orkidéer.
Artens utbredningsområde är Costa Rica. Inga underarter finns listade i Catalogue of Life.